# 鐮鰭鯧鰺
鐮鰭鯧鰺（学名：Trachinotus falcatus），為輻鰭魚綱鱸形目鱸亞目鰺科鯧鰺屬下的一個種，最初由「分類學之父-卡爾·林奈（Carl Linnaeus）」在其於1758年出版的第十版《系統自然》中描述。分布於西大西洋區，從美國麻州、西印度群島至巴西東南部海域，深度0-36公尺，本魚體粗短呈菱形且側扁，吻圓鈍，口具絨毛狀齒，體上半部銀灰色，下半部銀白色，臀鰭前的腹部有一個桔黃色的大斑點，背鰭及臀鰭軟條延長呈鐮刀狀，尾鰭叉型，魚鰭黑色，背鰭硬棘6-7枚、背鰭軟條18-21枚、臀鰭硬棘2-3枚、臀鰭軟條16-18枚，體長可達122公分，體重可達36公斤，成魚通常出現在沙泥底質的狹長水道、洞穴或礁石區，通常單獨或小群活動，幼魚則出現在沿海激浪區，可容忍鹽度較低的水域，屬肉食性，以甲殼類、軟體動物、其他魚類為食，可作為食用魚、養殖魚、觀賞魚及遊釣魚。

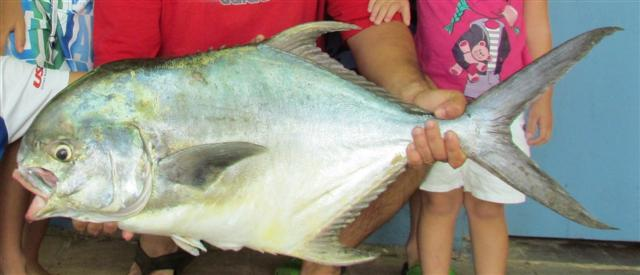
一尾在尼加拉瓜沿海捕獲的鐮鰭鯧鰺。
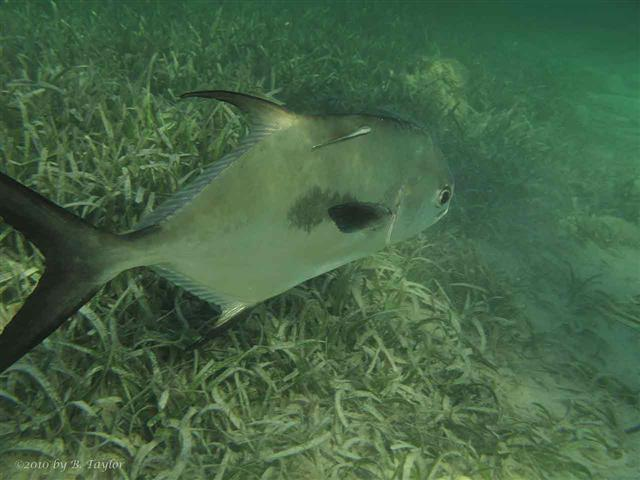
一尾在宏都拉斯沿海海草床巡游的鐮鰭鯧鰺。
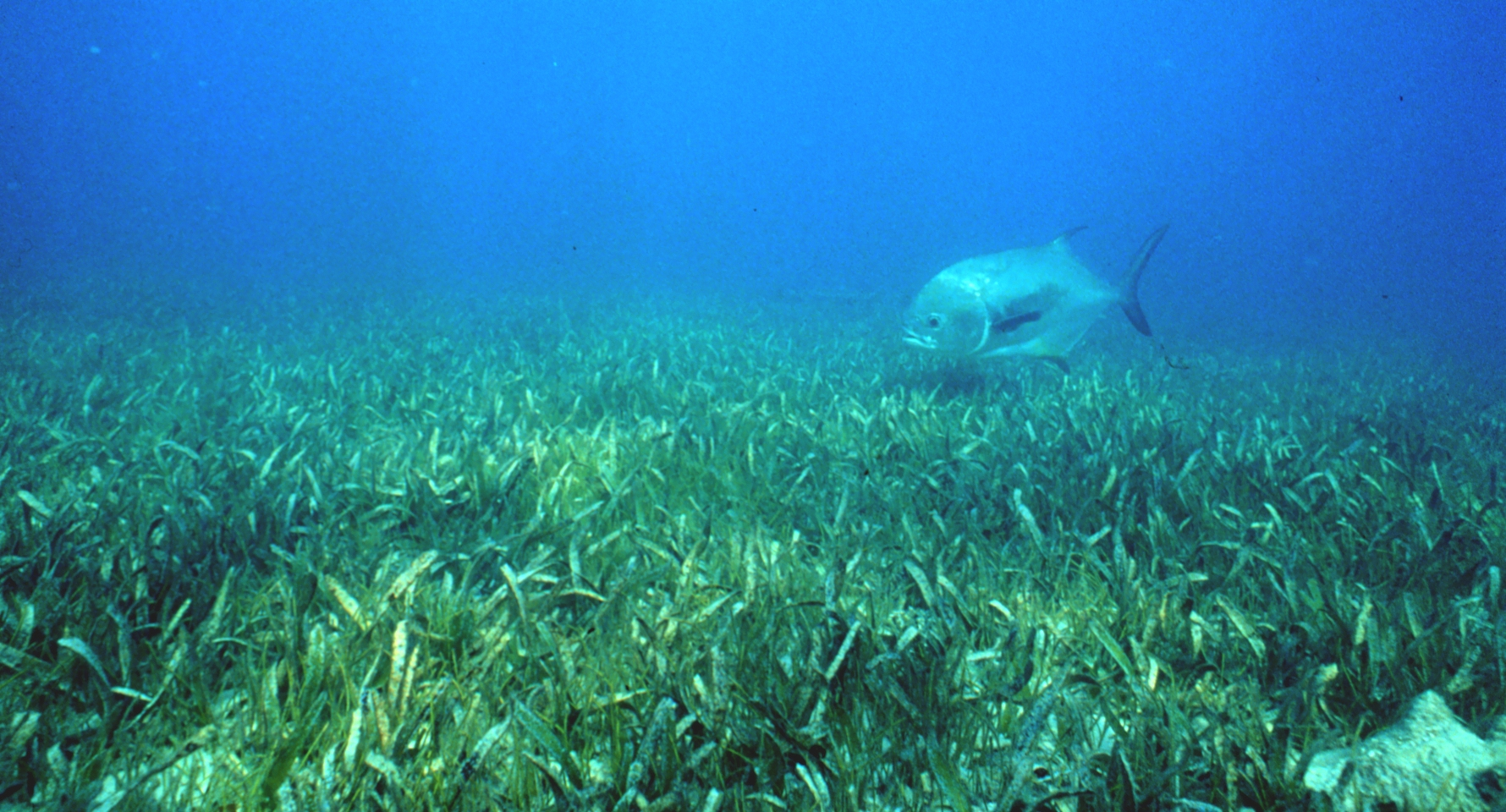
另一尾在佛羅里達群島海草床的鐮鰭鯧鰺。
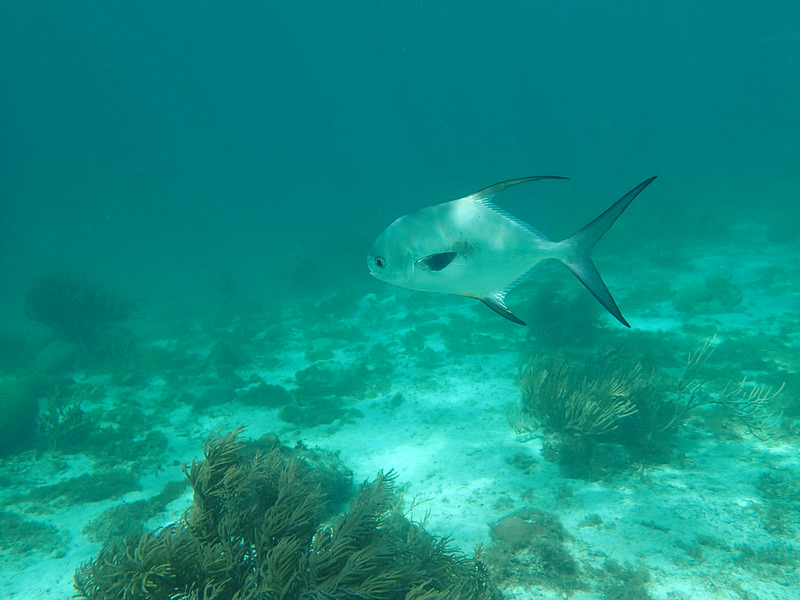
一尾鐮鰭鯧鰺出現在貝里斯。